# جميل هاردوير
جميل كيفون هاردوير (من مواليد 12 مارس 1992) هو لاعب كرة قدم جامايكي يلعب حاليًا في نادي أرنيت جاردنز لكرة القدم في جامايكا.

## مسيرته

### النوادي
كان لاعبا مع نادي USL PDL Ventura County Fusion ، ثم لعب جميل هاردوير مع  نادي بان لموسمي 2013 و2014. 
في 7 مارس 2015، وقع جميل مع نادي سانت لويس.
في أغسطس 2018، انتقل جميل إلى نادي أرنيت جاردنز.

### دوليا
ظهر جميل هاردوير كلاعب دولي لأول مرة في عام 2017.

## الأهداف الدولية
| لا | تاريخ         | مكان                                                          | الخصم            | نتيجة | نتيجة | مسابقة |
| -- | ------------- | ------------------------------------------------------------- | ---------------- | ----- | ----- | ------ |
| 1. | 24 أغسطس 2017 | ملعب هاسلي كروفورد ، بورت أوف سبين ، ترينيداد وتوباغو         | ترينيداد وتوباغو | 1 –0  | 2-0   | ودي    |
| 2. | 7 أكتوبر 2017 | مدينة الملك عبدالله الرياضية ، جدة ، المملكة العربية السعودية | السعودية         | 1 –1  | 2-5   | ودي    |